# Khalida Zahir
Khalida Zahir (), née en 1927, morte le 9 juin 2015, (appelée parfois Khalda Zahir) est une femme médecin soudanaise (l'une des premières femmes médecins du Soudan), et une militante des droits des femmes.

## Biographie
Elle est née en 1927 à Omdurman. Elle est, à son entrée à l'université, l'une des deux seules jeunes femmes acceptées cette année-là. Elle participe à des manifestations contre la colonisation britannique et est pour cela arrêtée et battue.
Diplômée de la Kitchener School of Medicine (devenue l'Université de Khartoum) en 1952, avec Z. Serkisiani, elle est l'une des premières femmes médecins du Soudan, soignant gratuitement les pauvres dans sa clinique. Zahir est devenue chef de la pédiatrie au ministère soudanais de la santé et a pris sa retraite en 1986.
Elle a épousé un enseignant, Mohamed Mahgoub, et a eu quatre enfants. Elle meurt le 9 juin 2015.

## Actions politiques
Son engagement politique s'est caractérisée par sa tolérance, travaillant avec des personnes de toutes convictions et de tous horizons, et rejetant les préjugés tribaux. 
Engagée pour les droits des femmes, elle cofonde en 1946 avec Fatima Talib la Société culturelle des femmes pour apprendre aux Soudanaises à lire et à écrire et leur donner des conseils sur la santé et la prévention des superstitions. En 1952, elle participe avec d'autres militantes à la création de l'Union des femmes soudanaises, une organisation politique qui mène campagne pour le suffrage féminin et le droit des femmes à travailler librement dans tous les domaines. 
Elle contribue à ouvrir la voie à des avancées comme cette loi de 1973 accordant un salaire égal pour un travail égal. Elle est restée dans les mémoires comme une des premières grandes figures féministes soudanaises.